# Camino Real, Chiapas
Camino Real är en ort i Mexiko.   Den ligger i kommunen Palenque och delstaten Chiapas, i den sydöstra delen av landet, 800 km öster om huvudstaden Mexico City. Camino Real ligger 63 meter över havet och antalet invånare är 253.
Terrängen runt Camino Real är platt åt nordost, men åt sydväst är den kuperad. Runt Camino Real är det ganska glesbefolkat, med 34 invånare per kvadratkilometer. Närmaste större samhälle är Palenque, 1,7 km norr om Camino Real. Trakten runt Camino Real består till största delen av jordbruksmark.